# ADSL
ADSL（エーディーエスエル、Asymmetric Digital Subscriber Line：非対称デジタル加入者線）とは、デジタル加入者線（DSL）の一種である。
一般のアナログ電話回線（ツイストペアケーブル通信線路）を流用してブロードバンドインターネット接続サービスを提供することができる高速デジタルデータ通信技術若しくは電気通信役務であり、日本では2000年代前半に急速に普及した。
非対称（Asymmetric）とは、アップロードとダウンロードの理論上の通信速度が異なることを意味する。

## 技術

### 概要
ADSLの技術は1990年代にスタンフォード大学とベルコア社が提案したメタリックケーブルを利用した高速デジタルアクセス技術である。
ADSLは複数あるxDSL規格の1つである。xDSLの技術は大きく分けて上り信号と下り信号が同じだけの帯域幅を持つSDSL（Symmetric Digital Subscriber Line、対称デジタル加入者線）と上りと下りで帯域幅が異なるADSL（Asymmetric Digital Subscriber Line、非対称デジタル加入者線）に分けられ、またそれぞれの中でも細かな変調方式の違いやモデムチップメーカーの技術的な思惑の違い、技術革新による性能向上規格の登場、各国独自の既存電話事情、等によって多くの規格が乱立した。たとえば日本でのみ普及していたISDNの周波数帯とのノイズ干渉を避けるG.992（G.dmt/G.Lite）Annex C等が代表的である。
2010年頃から、ヨーロッパを中心に複数のSDSL回線を束ねて使用するEFM（Ethernet in the First Mile）という専用線サービスが普及しつつある。

一般電話回線の周波数帯域の模式図。PSTNが音声部分、Upstreamが上り、Downstreamが下りに当たる。

ADSLの特徴として、一方の通信帯域を削ることでもう一方により大きな通信帯域を割り当てている（非対称）。通常は下り（ダウンリンク）の速度が上り（アップリンク）の速度よりも高速に設定されている。これは一般家庭などでのインターネット利用ではWebアクセスなどの用途が主となるため、ダウンリンクデータの容量がアップリンクデータに比べて遥かに多く、ダウンリンクを優先することで総合的にデータ通信速度を高速化するためである。
既設のツイストペアケーブル通信線路でアナログ固定電話による通話と同時に信号を伝送するため、音声周波数帯域（0.3 - 3.4kHz）を避けたより高く広い周波数帯域を使用し、複数の搬送波を利用したOFDMなどのデジタル変調を使用しADSLモデムで誤り検出訂正や回線にあわせた通信速度調整を行っている。そのため、従来の電話回線用モデムや低速仕様のISDNなどと比べて高速なデータ通信が可能である。

### 通信規格
次の2種類の規格から提供が始まった。
G.992.1（G.dmt）
ダウンリンク8Mbps（148kHz - 1104kHzの帯域を利用）・アップリンク1Mbps（26kHz - 138kHzの帯域を利用）
G.992.2（G.Lite）
ダウンリンク1.5Mbps（148kHz - 552kHzの帯域を利用）・アップリンク512kbps（26kHz - 138kHzの帯域を利用）
次のようなものが拡張規格として定められている。
Annex A
北米向け。
Annex B
ヨーロッパのエコーキャンセラ方式のEuro-ISDNと同時使用が可能。
Annex C
日本の時分割複信のTCM-ISDNとの干渉を抑えるため、2つの伝送マップを持ち、ISDNの伝送方向に同期して切替える。
以下のような技術を用いることによりダウンリンク12, 24, 40Mbps、アップリンク3, 5Mbpsなどと高速化されていった。
S=1/2 1/4 1/8 1/16
誤り訂正ビット列を効率化する。
フルビットローディング（full-bit loading）
1つの搬送波の1回の変調で送信するビット数を11〜12から15ビットへと拡張する。
ハイビットローディング（high-bit loading）
1つの搬送波の1回の変調で送信するビット数を15ビット以上とする。
ダブルスペクトラム方式（Double Spectrum）
使用する周波数帯域を倍（最大2.2MHz）に拡張する。
クワドラプルスペクトラム方式（Quadruple Spectrum）
使用する周波数帯域を約4倍（最大3.75MHz）に拡張する。
また、アップリンクを低周波数側、ダウンリンクを高周波数側とすることで、送受信の分離（周波数分割複信）をしているものが多い。さらに、エコーキャンセラ（Echo Canceller）を使用し、アップリンクとダウンリンクの周波数をオーバーラップ（Over Lap）させ、ダウンリンクの安定化・高速化と共にアップリンクを高速化しているものもある。

## 機器

### ADSLモデム

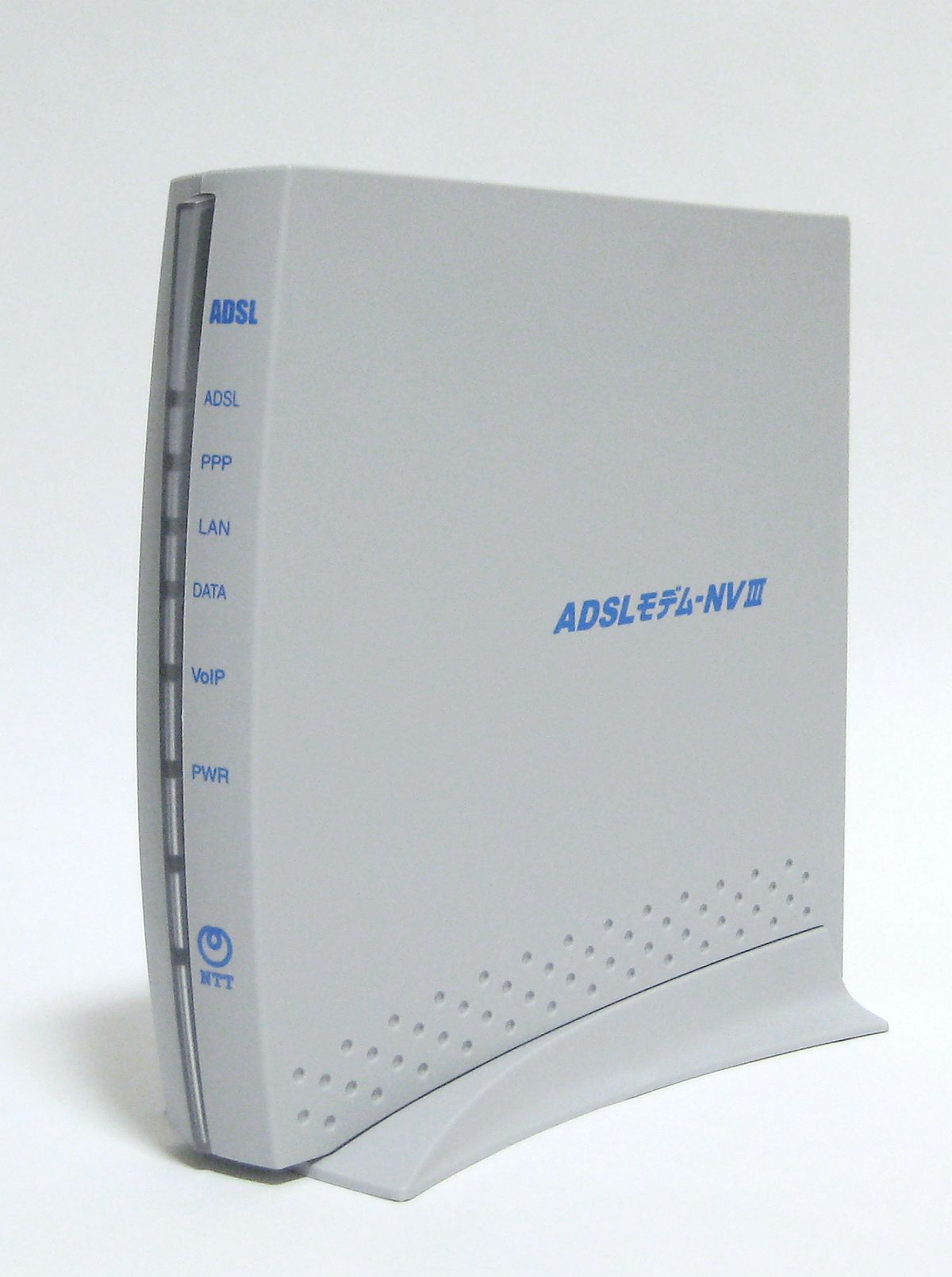
ADSLモデムの一例

ADSLモデムは、ADSL通信に用いられるデータ回線終端装置である。ADSL通信経路の両端末である利用場所と収容局双方に設置される装置で、一般的には利用場所側の装置をADSLモデムと称する。収容局側の装置は複数のADSLモデムの集合体で、DSLAMと称する。
モデムによってはIP電話用のアダプターとブロードバンドルーター機能を内蔵しているものもあり、ADSL信号でIP電話を利用することが可能な契約もある。

### スプリッタ
スプリッタは通話とデータ通信を同時に可能にするため、音声周波数帯を電話機・電話交換機へ、データ通信用の高周波数帯をADSLモデム・DSLAMへ、それぞれ周波数分割して接続するために用いられる機器で分波器と混合器の役割を持つ。こちらも利用場所と収容局双方に設置される。3つの接続口を持ち、加入者線からの配線をLINE端子、電話機をPHONE端子、ADSLモデムをMODEM端子に接続するのが一般的である。また、ADSLモデムに内蔵されている場合もある。

## 欧米諸国での状況

### アメリカ合衆国
北米では積極的なADSLの導入により2000年には140万回線を超える普及となった。
アメリカでブロードバンド接続を提供している事業者は主に大手通信事業者とケーブルテレビ事業者である。ケーブルテレビ事業者がケーブルモデムを提供しているのに対し、大手通信事業者はADSL接続や光ファイバー、衛星接続を提供している。
OECDの統計によると、2015年6月現在、固定ブロードバンドの接続数（約1億252万回線）のうち、56.5%がケーブルモデム、29.7%がADSL、9.4%が光ファイバーであった。

### フランス
2015年6月末現在、ブロードバンド加入者数（約2,626万）のうち、83.6%がADSLで、14.6%が超高速ブロードバンド（最大通信速度30Mbps以上）、残りが幹線が光化されていないケーブルや衛星回線等であった。ADSL加入者数は2014年第3四半期をピークに減少傾向にある。

## 日本での状況
日本では2000年代前半に、既設のメタル通信線が利用できることで急速に普及した。従来の公衆交換電話網を経由したダイヤルアップ接続による従量制通信料金でなく月額定額料金で提供され、常時接続という利用形態が普及したが、2000年代後半になると、携帯電話に代表される高速な移動系通信サービスの普及と光ファイバー（FTTH）による高速通信が主流になるにつれて利用者が減少しており、さらにPSTNの将来的なNGNへのマイグレーションに伴ってサービスの廃止が検討されるようになり、NTT東日本とNTT西日本は2017年11月30日、FTTHサービス「フレッツ光」提供エリアで、ADSLサービス「フレッツ・ADSL」の提供を2023年1月31日に終了すると発表した。
既設の公衆交換電話網のメタリック通信線によるアナログ固定電話回線にデジタル情報を重畳して家庭や小規模事業所からのブロードバンドインターネット接続に使用される。アナログ電話回線に重畳させて提供するものをタイプ1、重畳させずに提供するものをタイプ2という。
アナログ電話回線を使用するがデジタル情報による通信であるため、法的にはデジタル伝送路として扱われる。このため工事には電気通信設備工事担任者のデジタル通信もしくは総合通信が必要となる。

### 実験〜サービス開始

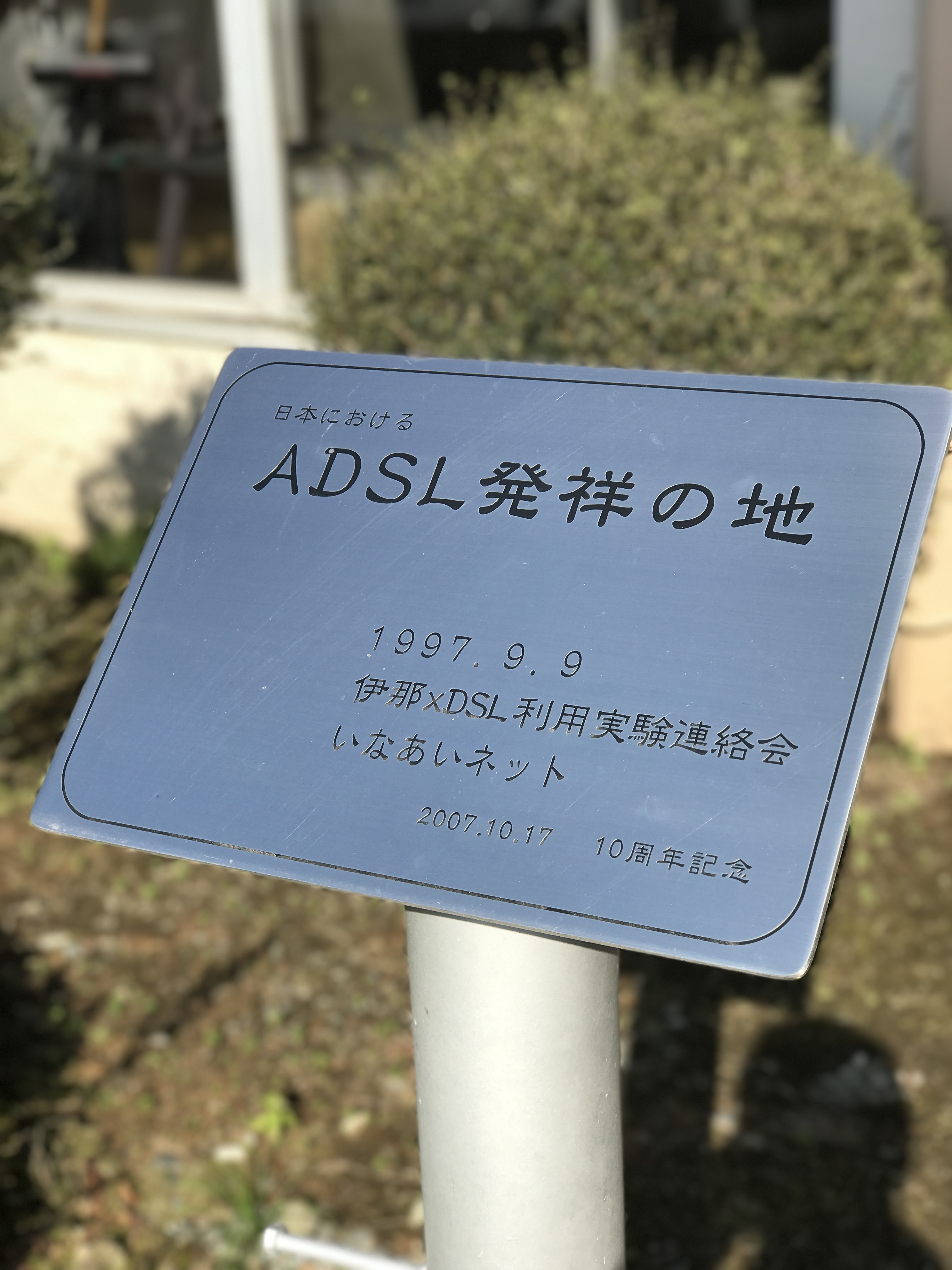
「日本におけるADSL発祥の地」記念碑伊那xDSL利用実験連絡会・いなあいネット2007年10月17日に10周年を記念し建立伊那市有線放送農業協同組合（いなあいネット）敷地内に建立

1997年4月に、伊那市有線放送農業協同組合にパラダイン製のADSLモデムを同社の従業員が持込み、有線放送電話網での接続実験を行った。8月27日に伊那xDSL利用実験連絡会が記者会見を行い、8月から9月にかけて伊那市有線放送農業協同組合でのxDSLの公開実験をすると発表した。その時の主な参加企業は、長野県のプロバイダー事業者として富士通長野システムエンジニアリング及び長野県協同電算、システム構築を担当した企業はKDDI研究所、数理技研、SunMicrosystems、xDSLの機材提供を行ったのは住友電気工業、住友電設、ソネット、パラダインジャパン、NECであった。
同年9月1日にJANISネット（株式会社長野県協同電算）が長野市の川中島町有線放送農業協同組合の有線放送電話網を使って下り最高1.5Mbps・上り最高272kbpsのサービスを始めたのが商業ADSLサービスの始めとされる。
東京めたりっく通信（後にソフトバンクへ吸収）は、1999年12月24日に新宿新南口のユースビル1階で、ADSL/SDSL接続サービスのデモ・センター「新宿めたりっくバー」を開設した。NTT電話網を利用した商用ADSLサービスは1999年12月20日にコアラが大分市の一部を対象に、次いで2000年1月に東京めたりっく通信によって東京23区内の一部を対象に開始（申し込みは1999年10月頃から）された。

### 普及
2001年はブロードバンド元年といわれた。Yahoo!BBと組み合わせて使うIP電話のBBフォンがサービス開始となり、同事業者間で無料通話ができることからIP電話が広く認知されるようになった。2003年にIP電話で050番号が付番され、主にISP系のITSPの新規参入が顕著になる。
NTTがフレッツブランドでFTTHとADSLの2本立てでブロードバンド対応を進めた。イー・アクセス、アッカ・ネットワークス、Yahoo! BBなど主要な電気通信事業者も利用可能な地域を拡大した。総務省の発表によると2001年1月の時点では1万6194回線であったのが、2001年12月の時点で152万4348回線になり、2003年12月末には1000万回線を突破した。
2000年後半以降、ISP間でキャッシュバックや料金値下げなどで顧客を争奪する価格競争が発生しISPとADSL回線料金の合計（電話回線の基本料が別途必要）が月額3000円台前後へと低価格化が進み、ブロードバンド回線の主流となった。当初、電話局から1km以内ぐらいの地域であれば、下り公称帯域1.5Mbps、実効帯域でも1Mbps程度であった。その後、技術の向上により2005年には、電話局から数百Mという好条件であれば、下り帯域は100Mbpsを測定可能な場合があるまでに上昇している。

### 終焉
ADSLの利用者は2006年3月末の1452万件をピークに、FTTHの普及や携帯電話のインターネット接続の高速化及びWiMAXなどの高速無線インターネット接続の普及に伴って減少に転じ、最盛期の10%未満の131万件（2020年6月末現在）にまで減少している。固定系ブロードバンドサービスの契約数が4157万件にまで拡大する中で、DSLのシェアは最盛期には75%にまでなったものがもはや3.1%にまで低下している。設備の老朽化と規模の縮小による採算性の悪化から、サービス提供業者の統廃合が進んでいる。NTT系は2016年6月30日新規受付を終了し、2023年1月31日までに順次終了していくことを発表している。最後まで新規受付を継続していた大手のソフトバンクグループも、「Yahoo! BB ADSL」などの各種ADSLサービスについて、新規契約の受付については2019年2月28日で受付終了し、2020年3月より順次終了していき2024年3月末で提供終了することを発表している。

### ADSLサービスに関する注意事項
NTTはPSTNのマイグレーションを行っており、2025年までにメタルIP電話に切替える予定で計画を進行させている。ただし、電話局までのメタル回線そのものは残る予定なので、ADSLのサービスを提供している企業が技術的な問題や経営的な理由によりADSLサービスを終了しない限り、ADSLのサービスが提供され続ける可能性は残っている。
もっとも、NTT東西のメタル回線による固定電話は、利用頻度の激減と老朽化により、毎年1000億円規模の赤字を出している状況である。契約件数で1997年から2016年で6割以上の減少、通信回数で2000年から2015年で93%の減少、通信時間で2000年から2015年で97%の減少となっている。もはや、「固定電話市場は、事業者間の競争を促進するフェーズから、いかにコストをかけずにサービスを維持していくかというフェーズに移⾏した」と、NTTは宣言している。このまま採算が悪化していった場合には、新たな支援策が行われなければ、10年 - 20年という長期のスパンで見れば、必要な法改正をしたうえでメタル回線そのものが廃止される可能性がある点には留意が必要である。既に老朽化や災害で新規に回線設備を引直す場合には、メタル回線で敷設する義務はなくなっており、FTTHや無線による提供に切替えられる可能性があり、その場合にはその地域でのADSLの提供は終了する。
現在ADSLでも使用されているメタル回線そのものは整理統合を推進するものの、原則としてNTTは光ケーブルへの変更の強制は行っていない。これは、光ケーブルに変更することが物理的に困難なケースや、採算が取れないケースがあるためである。それらに対応するために、電話局側に電話交換機の代わりにIP電話のゲートウェイを設置することで、現在使用しているメタル回線と電話機をそのまま使用して、無償でNTTが自己都合に行う電話局内部の工事だけでIP電話に変更することになっている。課金の前提となるネットワークの形態の変更に伴って2024年頃に電話料金の体系の変更が予定されている。
光ケーブルへの変更の強制は、NTTを騙る悪徳代理店によるものなので注意が必要である。確かに、ADSLのサービスの終了そのものは、サービスを提供している企業の撤退により発生している。しかし、基本的にサービスの終了については文書による通知を行っている。よって、電話による光ケーブルへの変更の勧誘やサービス終了の通告は、詐欺や悪徳代理店による虚偽を疑った方が良い。電話による勧誘は、文書による証拠を残さないために行われる悪徳商法の常套手段である。
不安な場合は、電話回線についてはNTTに、ADSLのサービスについてはADSLサービスを提供している企業のサポートに直接問い合わせるのが良い。
悪質な勧誘行為への注意喚起がNTT東西より広報されている。古い回線の切替え、アナログ回線がデジタル回線になる、回線が使用できなくなるといった虚偽内容のセールストークに注意するよう呼び掛けている。

## サービス提供上の問題点

### 未提供地域の存在による格差
ADSLを始めとしたブロードバンドは基礎的電気通信役務として位置付けられておらず、あまねく全域（全ての市・町・村）で提供することが法的に義務づけられていないため、過疎地（町・山村・離島など）で利用できない状況と、それに伴う料金の地域格差拡大の恐れもある。
また、対応インターネットサービスプロバイダにおいても地域格差が生じている。例えばADSLを加入者接続に利用する場合、NTTなどのアクセスライン提供事業者が設置する相互接続点に専用線でサービス提供用サーバなどを接続しなければならない。これらの機器・回線を他の事業者の社屋に有料で設置するなど高額な費用が掛かる為、都市圏のプロバイダ以外の新規参入がしにくいという問題も抱えている。

### 通信速度
加入者線路は音声などの低周波伝送を満たすシールドなしツイストペアケーブルを使用しており、これを高周波伝送に転用しているためその伝送特性が保証されておらず、速度や安定性などが設置条件によって大きく左右され、通信品質を保障することができない（ベストエフォート）。実際のところ、通常の使用環境では最良でも理論値の70〜80%程度となる。
ADSLの速度低下の主な要因としては次のものがある。影響が大きい場合は、速度低下のみならずADSL通信そのものを確立できない（「リンクアップ」しない）状況に至る。
通信線路の損失
- 収容局に設置された端末装置（DSLAM）からの延長距離

利用場所から局内端末装置までの距離が長いほど損失が大きくなり、通信速度が低下する。周波数の高い帯域ほど距離による影響が大きく、クワドラプルスペクトラム方式の場合は局内端末装置から1kmで理論値の半分にまで速度が落ちる。
端末装置が置かれた電話局をGC局というが、ある利用場所からの加入者線路を収容している電話局（端局又はEO局という）が必ずしもGC局であるとは限らない。ADSLの普及が遅れている地域ではEO局からGC局までNTT東西によって内部中継されており、利用場所から局内端末装置までの総延長が長くなる傾向がある。なおEO局からGC局までの内部中継が光回線で行われている場合は後述の問題点「光収容」に該当する。
- 「ブリッジタップ」など、分岐接続の存在による信号減衰
- 主配線盤・端子函などでの接触不良による電気抵抗増大

外来ノイズ
- 送電線・幹線道路・鉄道の架線などから放射される電磁波
- 中波放送（AMラジオ）やアマチュア無線などの「周波数が競合する電波」（専用のノイズフィルターが市販されている。この問題は後のPLC通信において中波放送と競合する周波数帯を使用しない事に反映されている）
- ツイストペアケーブルの同一クワッドのTCM-ISDNとADSLの周波数帯域重複（いわゆる「ISDNからのノイズ干渉」）
- 電話回線への物理的接触（木の枝など）

しかしながら線路情報開示システムにアクセスして電話番号を入力すれば、電話局からの距離や回線損失などの回線の状況を知ることはできるものの（回線が光収容の場合はエラーになる）、実際には「契約可能区域」となっているにも係わらず、地方など交換局が疎になっている地域やノイズの多い地点などでは速度が大きく低下する又は接続できない地点が存在することもある。
ただ回線の通信速度が遅い問題や接続できない（リンクできない）問題はモデムの技術水準向上や各種の技術開発により、普及開始当初よりは大きく改善している。ADSLという技術自体が2000年代に入ってから実用化された通信方式として歴史が浅いこともあり、ADSLモデムのファームウェアを最新のバージョンに入れ替えることで、通信状況が改善されることも多い。
業者の中には通信速度が上がらない、通信できないにも係わらず解約に応じないと問題視されている事例もあり国会などでも取り上げられた。現在に於いても半ば強引な契約と顧客の知識不足が重なり、開通後に「速度が上がらない」などの苦情が絶えない。また広告での「最大速度は理論値であり、必ずしも仕様通りの速度が出ない」ことへの注意書きの扱いが小さいとして、業界へ公正取引委員会からの指導も入った。
数Mbpsといった高速での接続は収容局の周辺数kmに限定されることや、古いパソコンや初心者ユーザーにとってはオーバースペック（過剰性能）の場合もあり、2003年頃から下り1Mbps・上り512kbps程度の低速ながら低価格なサービスも登場した。

### 保安器
ADSLはFTTHと異なり電話線を利用するため、保安器がADSLに適合していないと電話やFAXを利用する時に一度回線が切断されてしまう。保安器を新しいものに替えれば問題はない。

### ISDNからADSLへの切替えに伴う通話サービス低下
日本方式のISDN（INS64）にはADSLを重畳して使用出来ないため、INS64をアナログ固定電話に切替える必要がある。インターネット回線の速度向上を主眼に切替えを行なう利用者が多いが、音声通話の面でサービス低下が顕在化する場合が多い。代表例はi・ナンバーにて複数番号を利用していた場合でアナログ固定電話へ切替えた後も回線数を維持する場合はダイヤルインを契約する、IP電話を契約するなどの追加費用が必要となる。
アナログ固定電話に比してINS64は提供される付加サービスが高機能であることや漏話と呼ばれる現象（他の電話線との間で、干渉により通話音声が互いに漏れる）が生じにくいなどの通話品質が高いため、アナログ固定電話への切替えを避け、タイプ2というADSL専用の回線を引込む場合もある。
なお、NTTはISDNの廃止時期を2025年としていたが、2024年1月に「ディジタル通信モード」が廃止されるもののISDNは継続となりADSLのほうが先に廃止となる。

### 光収容
光収容とは利用場所から収容局へ到るまでの伝送路において、電線そのままではなく途中で電話用の光ケーブルへ変換（収容）されていることを表す用語。対語はメタル収容。ADSLは音声通話帯域よりも高い周波数帯域をデジタル情報伝送に利用する技術であるが、電話用光ケーブルでの音声伝送は、光収容の機器が設計上その高い周波数帯域の伝送に配慮しておらず、光収容（音声多重化）の際には音声通話帯域のみを変換しそれ以外は不要帯域としてカットされてしまう。このため、伝送路の途中や電話局側末端で光収容されている加入者回線はADSL信号を局舎のDSLAMまで透過させることが出来ず、通信が成立しない。ただし、伝送路の途中で光ケーブルに変換される地点にDSLAMを設置することができればADSL通信が可能となる。
光収容加入者は残置されている空きのツイストペアケーブル（メタル回線）があった場合にのみ、加入者負担で収容替え工事を行った後でADSLの工事が可能である。しかしコンテナタイプの簡易局舎などで遠隔多重加入者線伝送装置（RT：Remote Terminal, RSBM：Remote SuBscriber Module）に接続されていたり、マンションなどの集合住宅で主配線盤に光ケーブルのみが引込まれているなど切替えが不可能でADSLが利用できない場合もある。
2000年代に入り幹線部分のメタル通信線路の新設が停止されているため、光収容加入者はさらに増加するものと考えられる。
ただし都市部などでは以前より普及しているCATVのインターネットサービスや、2004〜2005年辺りからの光ファイバー回線（FTTH/FTTx）の本格的展開普及により、ブロードバンド回線が引けない問題はおおむね解消されつつある（しかし集合住宅など、一部には依然としてその問題は残っている）。

### 複雑な利用者契約
アクセスラインのみ提供の電気通信事業者が行う回線サービスである場合（2006年現在、NTT東西のフレッツのみ）、あくまで加入者と電話局との端末装置同士で高速通信を実現するものである。この為、インターネットへの接続にはインターネットサービスプロバイダとの契約も必要である。また、プロバイダがADSL接続業も兼ねている契約形態でも加入者回線を使用するために、当然NTTなどの通信回線を保有する電気通信事業者と契約をしている必要がある。従って、計2種類の事業者と契約する必要があることになる。この煩雑さは、通信回線の保有とプロバイダ事業を合わせて行うCATVには無い部分である。ただしプロバイダ側がISPサービスの申し込みと同時にフレッツの申し込みを代行受付し、料金請求も合算して行っている場合もある（しかし契約はあくまでも2箇所である）。
ユーザー側から見た場合には、この契約の手続きを少しでも簡略化するためと、プロバイダ側のユーザー囲い込みも目的に、プロバイダがADSL接続業も兼ねている契約形態（Yahoo! BBやTNC「ADSLパワーライン」）やプロバイダが窓口となってADSL契約も一括して行う形態（ADSL提供業者がイー・アクセスやアッカ・ネットワークスの場合。ホールセール（wholesale=卸売）とも言う）もあり利用可能な地区の場合には「フレッツ・ADSL」料金+プロバイダ料金より総額料金が安く設定されているが、この場合にはADSL接続で複数のプロバイダを切替えて利用できない欠点がある。
直収電話に変更した場合には、系列企業のADSLサービスしか利用できないなどの制限がある。

## 日本国内でのサービス提供事業者
サービス提供事業者は最盛期には数十社にも及んだが、2017年現在、フレッツADSLを利用しているISPと、ソフトバンク系列とその業務提携先とその他数社を除けば、事実上それらの大半はサービスを終了している。シェア的には、フレッツADSLの利用が3割、ソフトバンク系列が約6割で、全体の利用者が減少する中で、業界再編の影響とフレッツADSLの利用者の減少の方が比較的多いことから、ソフトバンク系列の利用者の割合が大きくなっている。既存業者のサービス終了などにより他社との契約でADSLの利用を継続しようとすると、事実上ソフトバンク系列のサービスしか選択肢がなくなってたが、遂にソフトバンク系列も2024年3月末までにサービスを順次終了する。

### ADSLアクセスラインのみ提供
- NTT東日本・NTT西日本 - フレッツ・ADSL。山村部、離島を除く管轄地区のほぼ全域。ADSL接続サービスのみ提供。

フレッツ・ADSLでは、モデム製造を2005年をもって終了しており、保守物品の在庫の枯渇が見込まれることから、「フレッツ光」提供可能地域で、フレッツ・ADSLの新規申し込みの受付を2016年6月30日をもって終了した。
2023年1月31日を以って、「フレッツ光」提供エリアにおいてフレッツ・ADSLをサービス提供を終了する。
ただし、2022年2月1日から2023年1月31日の間に「フレッツ光」提供可能になるエリアについては提供終了日は2025年1月31日となった。

### プロバイダがADSL回線事業者の窓口となる一括契約型
アクセスライン（接続サービス）を提供する業者は「ホールセール」（wholesale、卸売）とも言い、ADSL回線事業者が各プロバイダと提携し提携先プロバイダの一括サービスとしてプロバイダを窓口に契約する方式。
- イー・アクセス - 東京、名古屋、大阪周辺及び全国主要都市周辺を中心とした地区に限定。2013年1月よりソフトバンクの完全子会社で、ワイモバイルへの商号変更を経て2015年にソフトバンクモバイル（現・シフトバンク）に合併。
  - アッカ・ネットワークス - 東京、名古屋、大阪周辺及び全国主要都市周辺を中心とした地区に限定。後にイー・アクセスに吸収合併。アッカ・ネットワークス系のADSL接続サービスについては、2017年3月31日までに順次サービス終了。
  - 東北インテリジェント通信 - 東北地方を中心とした地区に限定。2009年4月、イー・アクセスにADSL事業を譲渡。
- エネルギア・コミュニケーションズ - 中国地方を中心とした地区に限定。2015年3月31日までに順次サービス終了。
- STNet - 四国地方を中心とした地区に限定。2014年5月ごろ終了。

### プロバイダとADSL回線事業を兼ねている形態
- ソフトバンク
  - Yahoo! BB - 自社でADSL接続サービスとプロバイダサービスを合わせて提供する。一部の山村部、離島（沖縄をのぞく）を除く全国。
  - 東京めたりっく通信（現在：ソフトバンクBB） - 1999年7月、日本で初めて電話線を利用したADSLサービスを提供（東京都内）。その後、ソフトバンクBBへ吸収合併された。
  - 平成電電 - 電光石火。自社プロバイダ契約とセット。直収ADSL（でんわ石火）もある。2006年に破産、日本テレコム（現在：ソフトバンク）に事業譲渡された。
  - JDSL - 日本テレコムが2001年から東京、名古屋、大阪周辺を対象に自社でADSL接続サービスとプロバイダ（ODN）サービスを合わせて提供していた。2002年に接続サービスはイー・アクセスに移管。
- 直収ADSL
  - Yahoo! BB おとくラインタイプ - アクセスラインが直収電話のソフトバンクテレコム「おとくライン」となる。050番号のIP電話サービスは利用できない。
  - au one net（旧DION）（メタルプラスネットDION ADSL50/10） - アクセスラインが直収電話のKDDI「メタルプラス」となる。050番号のIP電話サービスも利用可能。ただしKDDIはADSLサービスは未実施であり、イー・アクセス（現・ソフトバンク）の設備を利用している。2015年9月30日サービス終了済み。
- 地域ADSL事業者
  - 北海道
  - 東北
  - 関東
    - TOKAIコミュニケーションズ（@TCOM） - 旧名ビック東海。自社でADSL接続サービスとプロバイダサービスを合わせて提供する（提供は東京都、神奈川県、千葉県、埼玉県限定）。2023年11月30日までにADSLサービスを終了[22]。

  - 信越
    - JANISネット（株式会社長野県協同電算） - 自社でADSL接続サービスとプロバイダサービスを合わせて提供する（提供は長野県限定）。

  - 東海
    - TOKAI（TNC「ADSLパワーライン」） - 自社でADSL接続サービスとプロバイダサービスを合わせて提供する（提供は静岡県限定）2024年11月30日にサービス提供を終了[23]。

  - 関西
    - 関西ブロードバンド（h555.net） - 兵庫情報ハイウェイを利用したADSLサービスを提供する（提供は兵庫県限定）。
    - みさとインターネット - 美里町ブロードバンド整備事業として、紀美野町（旧美里町）と株式会社IMSが共同でADSLサービスを提供する（提供は美里町限定）。

  - 中国・四国
  - 九州・沖縄
    - コアラ（コアラADSL） - 大分市及び福岡市の一部でサービスを提供。自社ADSLの他、NTT西日本地域全域のフレッツ・ADSLにも対応していた。2021年12月31日にADSLを含むすべてのインターネットサービスの提供を終了[24]。